# Sultanato Oatácida
Os Oatácidas, uatácidas (em árabe: وطاسيون; romaniz.: uaṭāsīūn) ou Banu Uatas (em árabe: بنو الوطاس; romaniz.: banū al-Uaṭās) foram uma dinastia que governou em Marrocos. Eram oriundos de uma tribo berbere Zeneta, tal como os sultões Merínidas. Esta tribo, que seria inicialmente proveniente da actual Líbia, estava estabelecida no Rife, na margem do Mediterrâneo. De sua fortaleza de Tazuta, entre Melilha e a Muluia, os Beni Uatas expandiram gradualmente seu poder à custa da família reinante Merínida. Estas duas famílias sendo aparentadas, os Merínidas recrutaram vários vizires na tribo Oatácida. Os vizires Oatácidas impõem-se pouco a pouco no poder. O último sultão Merínida foi destronado em 1465. Segue-se um período de confusão que dura até 1472. O Marrocos é cortado em dois, com ao sul uma dinastia árabe emergente, os Saadianos, e no norte um sultanato Oatácida declinante.

## A dinastia

### Os vizires Oatácidas
Durante a menoridade do emir Merínida Abdalaque II
- 1421 - 1448 Abu Zacarias Iáia
- 1448 - 1458 Ali
- 1458 - 1459 Iáia
- 1465 - 1472: Anarquia Oatácida

### Sultões oatácidas (1472-1554)
- 1472 - 1504 Mulei Xeque
- 1504 - 1526 Maomé Bortucali
- 1526 - 1526 Alboácem Ali ibne Maomé (contesta seu sobrinho [1] Amade)
- 1526 - 1545 Amade Uatassi (deposto)
- 1545 - 1547 Maomé Alcáceri
- 1547 - 1549 Amade Uatassi (Restaurado)
- 1549 - 1554 Maomé Axeique (Saadiano)
- 1554 - 1554 Alboácem Ali ibne Maomé (que reinou apenas quatro meses, morto pelo Saadiano Maomé Axeique)